# Тибель Василь Васильович
Тибель Василь Васильович (5 лютого 1961, с. Велике Поле Рівненської області) — український письменник, публіцист, багаторазовий дипломант (2015, 2016, 2020рр.), та лауреат міжнародного літературного конкурсу «Коронація слова» 2018 року.

## Біографія
Василь Тибель народився 5 лютого 1961 року в селі Велике Поле Березнівського району Рівненської області. Закінчив середню школу № 1 в місті Березне. Навчався в Рівненському інституті інженерів водного господарства, спеціальність — інженер-механік. Після навчання працював за фахом. Живе в селі Біла Криниця (Рівненська область).
Одружений. Дружина — Тибель Валентина Зіновіївна. Разом виховали двоє дітей: старшу доньку Катерину, та сина Івана. Любить своїх онуків; Марійку і Костю.
Член НСПУ з 2018 року.
Хобі письменника — колекціонування незвичних і рідкісних рослин, квітучих кущів, а також рідкісних раритетних видань та книг.

## Творчість
Пише оповідання, романи, публіцистику в жанрі: казки, детективна фантастика, містика, дитячі пригоди. Писати почав ще в студентські роки. Першим романом був «Щоденник водяника» (неопублікований). Публікуватися письменник почав після 2010 року: першою публікацією стала повість «Вовчиха». Оповідання й публіцистика регулярно друкувалися у різних виданнях: дитячому журналі «Крилаті», його друкував літературний альманах «Дніпро», газета «Літературна Україна», «Українська газета», «Газета для українців в Італії», зокрема, такі оповідання: «Зимові химери», «Бурштин із комахою всередині», «Поштові ластівки», «Злодій із гусячого поля».
Після того, як роман «Тріанські рішкунці» в 2015 році був відзначений на Міжнародному літературному конкурсі «Коронація слова» дипломом «Вибір видавця», він був виданий у видавництві ПВД «Твердиня» м.Луцьк, накладом 5000 примірників.
В 2016 році, у тому ж видавництві, вийшло перше видання роману-казки «Медова казка», яка стала лауреатом і переможцем Міжнародного літературного конкурсу «Коронація слова» серед творів для дітей молодшого шкільного віку.
На основі «коронованого» роману-казки «Медова казка» надруковано навчальний зошит для 2-го класу НУШ «Я досліджую світ». А в 2019 році вийшов підручник для 2 класу НУШ « Я досліджую світ», під редакцією Л. Андрушко, О. Лінник та інших, в якому 4 тема «Спільнота» повністю присвячена твору «Медова казка».  Нині більше 200 шкіл в Україні працюють за цією програмою.
В 2018 році у видавництві «Фабула» м.Харків побачила світ книга «Бурштин», котра є чи найпершою спробою в українській літературі погляду на «бурштинову проблему» Полісся в людському, а не політичному вимірі. В творі органічно використано «народна демонологія» і відчувається зв'язок з «наївним мистецтвом».

В 2023 році у видавництві «ДІПА» м.Київ побачила світ книжка «За рогом смерті. Обмін» — художня книга про російсько-українську війну. Події роману відбуваються у 2016–2018 роках.
Крім художньої літератури Василь Тибель пише ще й статті в спеціалізовані популярні журнали «Дім, сад, город», «Огородник», «Сонце-сад», а також видав серію книг популярної і спеціалізованої літератури.

Твори:
- 2010  – «Різдвянка» - пригодницький журнал для дітей «Крилаті»№1;
- 2010 — «Вовчиха» (альманах «Нова проза» т.17, Луцьк);
- 2011  – участь в колективній збірці «Зимові історії для дітей» ( видавництво «Свічадо» м. Львів) з твором «Чистісінька правда про свято і чарівні подарунки» 2011 - 132 с;
- 2012  – «Зимові химери» - популярний літературно-художній журнал «Дніпро» №12;
- 2013  – «Воно» - журнал «Дніпро» №1-3;
- 2013  – «Бурштин з комахою всередині» - «Дніпро» №12;
- 2014  – «Поштові ластівки» - «Дніпро» №4;
- 2015 — гумористичний роман з елементами фантастики — «Тріанські рішкунці» (видавництво ПВД «Твердиня» м. Луцьк) 2015. – 200 с; іл ;
- 2016 — участь в колективній збірці «Велосипед мого серця» із серії Дорожні історії (редакція Міли Іванцової), видавництво «КМ Букс» 2016. – 304 с;
- 2016 — «Медова казка» » (видавництво  ПВД «Твердиня», м Луцьк) 2016 - 172 с;
- 2016 — «Примари Пустомитського болота» (мультимедійне видавництво Стрільбицького);
- 2016 - участь в колективній збірці "Зелений час. Антологія творів для підлітків: поезія, проза" (упорядник Ніна Вернигора) з твором «Ганстери із Лопухівки», видавництво «Фенікс» м. Київ;
- 2017  — Участь в колективній збірці «Каландайка – історії дикого заходу України — бурштинові війни» з творами «Легенда про поліський рай» та «Бурштин з комахою всередині» (видавець  СПД Свинарчук Р.В. м. Рівне) 2017. – 232 с ;
- 2018 — «Бурштин»[6] (видавництво «Фабула»м. Харків) 2018.  – 352 с.;
- 2018  – участь в колективній збірці, Міжнародний соціальний проект - «Книга добра», з оповіданням «Болівар вивезе й двох» (віддруковано в ПП «ТД Едельвейс і К. м. Вінниця) 2018. – 288 с;
- 2020  – перевидання «Медова казка»[7] (видавництво «WISE BEE» м. Київ) 2020. – 216 с. іл.;
- 2020 — участь у колективній збірці - «Пан Гав із UA»,[8] з оповіданням «Песик з дивним ім’ям Атож»;
- 2022 — «Камінь Царя Саламандр» (видавництво «WISE BEE» м. Київ) 2022;
- 2023 — «За рогом смерті. Обмін» (видавництво ДІПА м.Київ) 2023. - 216с.
- 2024 — «Таємниця химерної пасіки, або Шалені шершні» (Видавництво Ранок м.Харків) 2024. - 320 с. (Серія «Шалені канікули»)
- 2024 — «Дім сімейного типу» (видавництво «Навчальна книга - Богдан м.Тернопіль») 2024. - 240 с.

Спеціалізована література, популярні видання
- 2019  – «Як обладнати сад і заробити на цьому» («Как обустроить сад и зароботать на ньом»), книга вийшла у видавництві «Клуб сімейного дозвілля» (КСД) м. Харків, видання на російській мові;
- 2020  – «Як заробити на своєму городі й не перетворитися на раба» («Как заработать на своем огороде и не превратится в раба»), видавництво КСД. м. Харків;
- 2020  – «Виноград. Сорти, вирощування, захист від хвороб» («Виноград. Сорта выращивание, защита от болезней») видавництво КСД, м. Харків;
- 2021  – «Вирощування розсади. Усе найважливіше від насіння до врожаю» («Выращивание рассады. Все самое важное от семян до урожая»,видавництво  КСД. м Харків;.
- 2021  – «Ягідні культури. Сорти, посадка, вирощування та догляд» («Ягодные культуры. Сорта, посадка, выращивание и уход»), видавництво КСД, м. Харків;
- 2024 — «Сад – танці без бубна», видавництво «Навчальна книга – Богдан», м.Тернопіль;

## Нагороди
Тибель Василь Васильович має низку премій, визнань і нагород:
- диплом Міжнародного літературного конкурсу «Коронація слова» у номінації «Романи». Спеціальна відзнака «вибір видавця» за роман «Тріанські рішкунці» (2015);
- диплом лауреата конкурсу ім. М.Лукаша «Шпигачки» в номінації «Проза» (2010)[9], за твір «Жорстока казка»;
- диплом лауреата Міжнародного літературного конкурсу «Коронація слова» в номінації «Прозові твори для дітей», як «Кращий прозовий твір для дітей молодшого шкільного віку» за роман-казку «Медова казка» (2016);
- спеціальна премія від дитячого журі «Вибір дітей» за кращий прозовий твір для дітей молодшого шкільного віку за роман-казку «Медова казка» на конкурсі «Коронація слова» (2016);
- диплом і літературна премія «Вибір дітей» за твір «Медова казка» від засновника дитячого журі Лариси Ніцой у номінації «Кращий прозовий твір для дітей молодшого шкільного віку» «Коронація слова» (2016)
- третя премія Міжнародного літературного конкурсу «Коронація слова» за роман «Бурштин»[10] (2018)
- Спеціальна відзнака від Олександра Вільчинського за кращий твір на воєнну тематику -“За рогом смерті” "Коронація слова 2020"[11]
- диплом Молода КороНація в номінації "Романи" І премія за роман "Таємниця мертвої пасіки".